# رونالدو بونو
رونالدو بونو (من مواليد 25 أبريل 1948) المعروف أيضًا باسم روني بونو هو مدير حملة واستراتيجي في السياسة الفلبينية. أيد العطاءات الرئاسية للفائزين النهائيين فيديل فالديس راموس وجوزيف استرادا وغلوريا ماكاباغال أرويو. كان بونو مسؤولاً أيضًا عن حملة نائب الرئيس والمرشح الرئاسي لجيمار بيناي لانتخابات عام 2016.
كان وزيرا للداخلية السابقة للفلبين، وكان ممثلا في الكونجرس. وهو أيضًا زعيم كامبي ,حزب الإدارة الرئيسي لجلوريا ماكاباجال أرويو.

## الحياة المهنية
حصل بونو على درجة البكالوريوس في الآداب في العلوم السياسية من جامعة أتينيو دي مانيلا ومن كلية الدراسات الدولية المتقدمة بجامعة جونز هوبكنز ولديه 35 عامًا من الخبرة الواسعة في الأعمال والعلاقات العامة والإدارة. أدت خدمته في الحكومة الفلبينية على مدار 22 عامًا إلى تولي مهام كدبلوماسي في واشنطن العاصمة، مما مكنه من التفاعل مع ممثلين ومسؤولين من الولايات المتحدة والحكومة الفلبينية في مجالات ثقافات الأعمال السياسية والخاصة والعادات والاستراتيجية عمليات الصياغة واتخاذ القرار.